# دیوید اچ. کوک
دیوید همیلتون کُوْک (به انگلیسی: David H. Koch) (زاده ۳ مه ۱۹۴۰- درگذشته ۲۳ اوت ۲۰۱۹) تاجر، نیکوکار، فعال‌سیاسی و مهندس شیمی آمریکایی بود. او در سال ۱۹۷۰ به شرکت خانوادگی صنایع کوک پیوست. این شرکت خوشه‌ای، در حال حاضر به عنوان دومین شرکت خصوصی بزرگ در ایالات متحده محسوب می‌شود. او در سال ۱۹۷۹ به ریاست شرکت دختر آن مهندسی کوک رسید و در سال ۱۹۸۳ به همراه برادر بزرگترش؛ چارلز، یکی از دو مالک صنایع کوک شد. او تا سال ۲۰۱۸ نایب رئیس اجرایی این شرکت بود.
کوک لیبرترینی بانفوذ بود. او نامزد حزب لیبرترین برای معاونت ریاست جمهوری آمریکا در انتخابات ریاست جمهوری ۱۹۸۰ بود. او و برادرش به گروه‌های هواداری سیاسی و کمپین‌های انتخاباتی که تقریباً همگی جمهوری‌خواه بوده‌اند کمک مالی کرده‌اند.
دیوید کوک در فهرست سال ۲۰۱۴ از ثروتمندترین افراد جهان، در رتبه نهم قرار گرفت. در سال ۲۰۱۲ نیز به عنوان چهارمین فرد ثروتمند ایالات متحده محسوب می‌شد. دیوید کوک ثروتمندترین فرد ساکن نیویورک سیتی در سال ۲۰۱۳ بود.
Condé Nast Portfolio او را یکی از «بخشنده‌ترین ولی غیر خودنماترین نیکوکاران در آمریکا» توصیف کرده‌است. کوک به خیریه‌های متعددی از جمله مرکز هنرهای نمایشی لینکلن، مرکز سرطان مموریال اسلون–کترینگ، یک کلینیکی نازایی در بیمارستان پرسبیرتری نیویورک و بال دایناسور دیوید اچ کوک موزه تاریخ طبیعی آمریکا کمک مالی کرد. در سال ۲۰۰۸ در پی اهداء یک هدیه ۱۰۰ میلیون دلاری از دیوید کوک، به سالن تئاتر شهر نیویورک، در مرکز لینکلن، که به منظور نوسازی تالار اصلی آن، انجام شده بود، نام آن به تالار دیوید اچ. کوک تغییر پیدا کرد. او یکی از بازماندگان پرواز ۱۴۹۳ یواس‌ایر، که در سال ۱۹۹۱ سقوط کرد، می‌باشد.

## دیدگاه‌های سیاسی
کوک از سیاست‌هایی حمایت می کرد که مروج اصول آزادی و بازار آزاد باشند. او حامی ازدواج همجنس‌گرایان و یاخته‌های بنیادی بود. او مخالف لایحه حفاظت از بیمار و مراقبت مقرون به صرفه و قانون داد- فرانک بود. او مخالف جنگ با مواد مخدر و در خصوص گرم‌شدن زمین دارای منشأ انسانی مشکوک بود. او گفت که یک سیارهٔ گرمتر بهتر خواهد بود زیرا «زمین خواهد توانست مردم خیلی بیشتری را تأمین کند و نواحی خیلی وسیعتری برای تولید غذا موجود خواهد بود.»
کوک با جنگ عراق مخالف بود، و می‌گفت «جنگ خرج زیادی داشته و جان تعداد خیلی زیادی از آمریکاییان را گرفته،» و «من در این که این کار درستی بوده تردید دارم. با مشاهده گذشته به نظر می‌رسد سیاست خوبی نبوده‌است.»
کوک منقد بسیاری از سیاست‌های اوباما بود. «او رادیکالترین رئیس‌جمهوری است که این کشور داشته‌است… صدمهٔ خیلی بیشتری به نظام بازار آزاد و شکوفایی بلندمدت زده نسبت به هر رئیس‌جمهور دیگری که داشته‌ایم.» کوک معتقد است که سوسیالیسم پدر اوباما دلیل باور اوباما به چیزیست که کوک آن را تمایلات «ضد کسب و کار، ضد بازار آزاد» اوباما می‌داند. کوک معتقد بود که اوباما خود «سوسیالیستی تندرو» است که «به طرز اعجاب آوری وانمود می‌کند چیزی جز آن است.» هشتاد و هفت درصد از اعانه‌های دیوید کوک در سال ۲۰۱۲ به جمهوریخواهان داده شد.

## انسان دوستی
بنیاد خیریه دیوید اچ. کوک از سال ۲۰۰۰ تاکنون بیش از ۷۵۰ میلیون دلار در زمینه تحقیقات سرطان، مراکز پزشکی، نهادهای آموزشی، هنرها، نهادهای فرهنگی و مطالعات سیاست عمومی اهدا یا تقبل کرده‌است. مجله کرونیکل آو فیلنتروپی از سال ۲۰۰۶، کوک را در زمرهٔ ۵۰ انسان‌دوست برتر جهان قرار داده‌است.

### تحقیقات پزشکی
کوک در ۱۹۹۲ دچار سرطان پروستات تشخیص داده شد. او تحت پرتودرمانی و هورمون درمانی قرار گرفت؛ ولی سرطان بازگشت. کوک معتقد است تجربه‌اش با سرطان او را برای تأمین بودجه تحقیقات پزشکی تشویق کرده‌است. او می‌گوید، «وقتی بیماری می‌گیرید که من حدوداً ۲۰ سال دچار آن بوده‌ام؛ بدل به مبارزی برای تلاش برای درمان بیماری نه فقط برای خودتان بلکه برای بقیه مردم می‌شوید.» کوک بین ۱۹۹۸ و ۲۰۱۲ حداقل ۳۹۵ میلیون دلار به نهادها و حرکت‌های پژوهشی پزشکی کمک کرده‌است.
در سال ۲۰۰۷، او ۱۰۰ میلیون دلار به مؤسسه فناوری ماساچوست کمک کرد تا مرکزی برای جای دادن مؤسسه پژوهش ترکیبی سرطان دیوید اچ. کوک را بسازد.

### هنر
کوک همچنین یکی از حامیان بزرگ هنر در ایالات متحده بود و کمک‌های فراوانی به موسسات و سازمان‌های هنری نمود ، که از جمله آن‌ها می‌توان به مرکز هنرهای نمایشی لینکلن، مرکز سرطان مموریال اسلون–کترینگ، موزه تاریخ طبیعی آمریکا و درمانگاه باروری بیمارستان نیویورک اشاره کرد.